# Ҕ
Ҕ, ҕ (Г с крюком посередине) — буква расширенной кириллицы. Используется в якутском языке, где является 5-й буквой алфавита и передаёт звук [ɣ]. Также используется в юитских языках для обозначения звука [ɣ].
Впервые изобретена в 1844 году российским академиком Андреасом Шёгреном (путём соединения кириллической буквы Г и готской 𐌷) и впоследствии введена в состав письменности осетинского языка, где просуществовала до перехода на латиницу в 1923 году, обозначая звук [ʁ]. Для обозначения этого же звука исторически применялась и в абхазском алфавите, где с 1998 года была заменена на Ӷ.
С использованием обычного крюка вместо крюка посередине выглядит как , .
Из-за отсутствия данной буквы на большинстве раскладок клавиатуры, она часто заменяется буквой «з», «г», или просто цифрой 5.